# Eichelsbach (Elsenfeld)

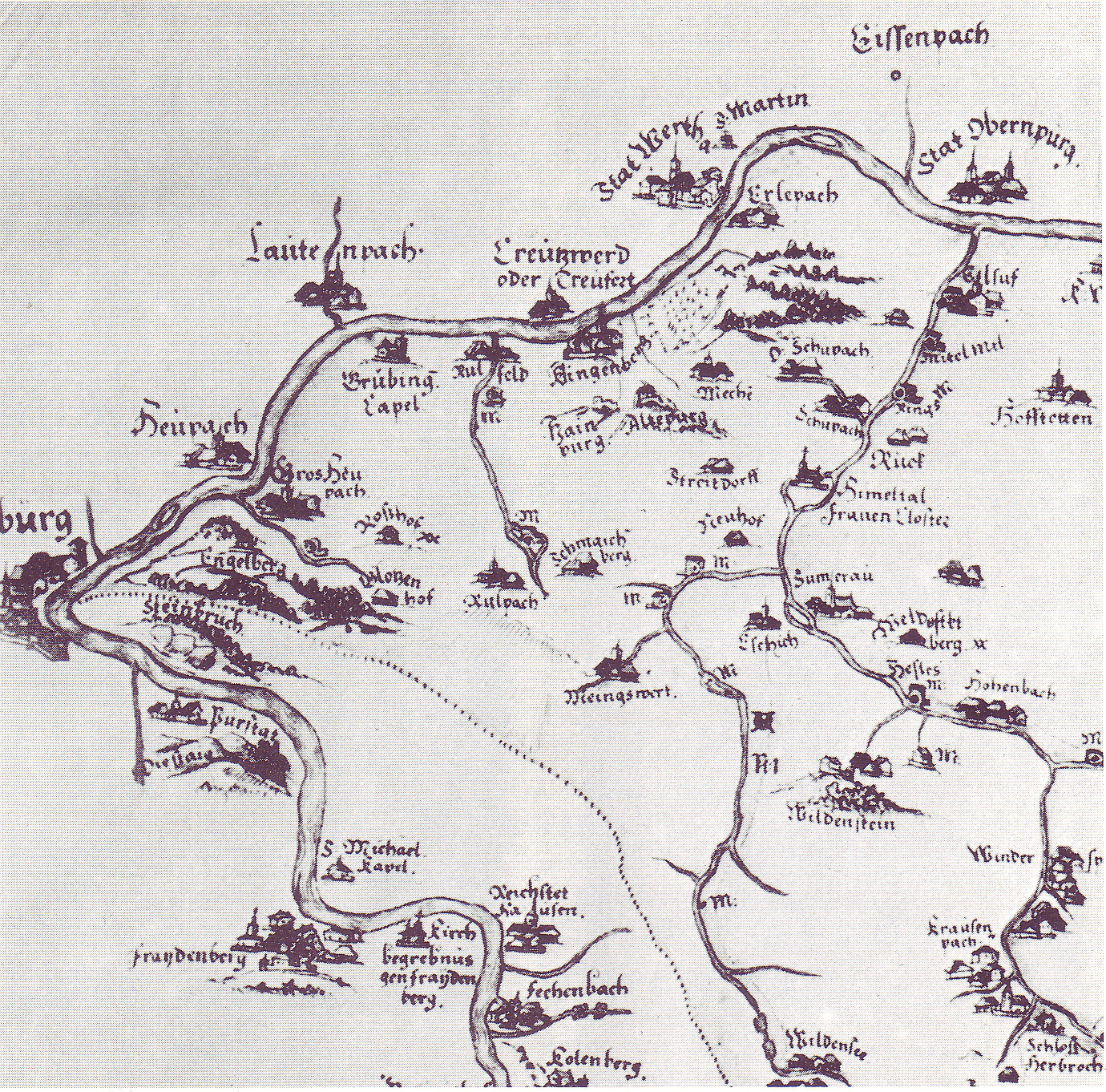
Eichelsbach ist dargestellt aber unbenannt in der Karte des Spessart von Paul Pfinzing von 1594 (Norden ist rechts)

Eichelsbach ist ein Gemeindeteil des Marktes Elsenfeld im unterfränkischen Landkreis Miltenberg in Bayern.

## Geographie
Das Kirchdorf Eichelsbach liegt auf 329 m ü. NHN an der Kreisstraße MIL 26 auf einem Höhenrücken zwischen Hofstetten und Sommerau. Über eine Ortsverbindungsstraße nach Elsenfeld ist Eichelsbach direkt mit dem Maintal verbunden. Durch die Eichelsbacher Flur, mit seiner Feldkapelle, in der die Mutter Gottes von Fatima (Fátima in Portugal) verehrt wird, führt der Fränkische Marienweg.

### Nachbargemarkungen
Folgende Gemarkungen grenzen an das Ortsgebiet von Eichelsbach:
| Hausen und Hofstetten |                                             | Heimbuchenthal |
|                       | Kompassrose, die auf Nachbargemeinden zeigt | Hobbach        |
| Rück                  |                                             | Sommerau       |

## Name
Der Name Eichelsbach leitet sich von dem gleichnamigen Bach Eichelsbach ab, welcher dem Neuen Graben in Hofstetten zufließt.

## Geschichte
Bodenfunde bezeugen eine bereits jungsteinzeitliche Besiedelung der Region. Das Gebiet um Eschau, Sommerau und Eichelsbach war bereits vor mehr als 5000 Jahren besiedelt, davon zeugen bandkeramische (bronzezeitliche) Gräberfunde nordwestlich von Sommerau bei Eichelsbach und auf Eschauer Gemarkung gegen Mönchberg hin. Aus vorfränkischer Zeit hat es vermutlich keine kontinuierliche Besiedlung gegeben. Für den Zeitraum um 1600–700 v. Chr. lässt sich eine relativ dichte Besiedlung durch Hügelgräber bei Eichelsbach belegen.
Der Spessart hat eine wechselvolle Geschichte. Zunächst war er kaiserlicher Bannforst und diente vor allem der Jagd. In der Folge waren lange Jahrhunderte die Mainzer Erzbischöfe die Landesherren. Erst ab dem 12. und 13. Jahrhundert duldeten sie die Besiedlung des Spessarts.
Der Spessart wurde immer von außen regiert. So wurde er beherrscht durch das Erzbistum Mainz (→ Geschichte des Bistums Mainz), das Hochstift Würzburg sowie einige kleinere Herrschaften, wie zum Beispiel die Grafen von Rieneck.
In alter Zeit gehörte das Dorf den Grafen von Rieneck. 1234 schenkte es Graf Ludwig II. von Rieneck, mit anderen Liegenschaften, dem nahen Kloster Himmelthal. Nach Aufhebung des Jesuitenordens 1773 kam das das Dorf Eichelsbach zum Erzstift Mainz.
Von großer Bedeutung für die Frühgeschichte von Eichelsbach ist das so genannte Mainzer Koppelfutterverzeichnis (um/nach 1250), ein Abgabenverzeichnis für von der Herrschaft eingeräumte Weiderechte, das die Siedlungsverhältnisse der Gegend Mitte des 13. Jahrhunderts widerspiegelt. Eichelsbach wird dort „Egilsbach“ genannt.
Im Jahr 1862 wurde das Bezirksamt Obernburg gebildet, auf dessen Verwaltungsgebiet Eichelsbach lag. Wie überall im Deutschen Reich wurde 1939 die Bezeichnung Landkreis eingeführt. Eichelsbach war nun eine der 35 Gemeinden im Landkreis Obernburg am Main (Kfz-Kennzeichen OBB). Am 1. Juli 1971 wurde die bis dahin selbstständige Gemeinde Eichelsbach nach Elsenfeld eingemeindet. Mit Auflösung des Landkreises Obernburg kam Eichelsbach 1972 in den neu gebildeten Landkreis Miltenberg (Kfz-Kennzeichen MIL).

## Kultur
In Eichelsbach gibt es den Sportverein FC Eichelsbach, der am 1. Juni 1955 gegründet wurde, den Musikverein Widerhall Eichelsbach und eine Freiwillige Feuerwehr. Der Obst- und Gartenbauverein Eichelsbach wurde am 16. Januar 1939 gegründet, um einen Obsteinlagerungskeller für die Einwohner Eichelsbach zu errichten.

## Baudenkmäler
| Lage                            | Objekt                               | Beschreibung | Akten-Nr.     | Bild |
| ------------------------------- | ------------------------------------ | --- | ------------- | ---- |
| Elsenfelder Straße 1 (Standort) | Katholische Filialkirche St. Barbara | Saalkirche mit eingezogenem Dreiseitchor und Krüppelwalmdach, achtseitiger verschieferter Giebelreiter mit Glockendach, verputztes Mauerwerk mit Werksteingliederungen, barock, 1750/51; mit Ausstattung. 1931 um 7 m nach Osten erweitert. Baumeister war Johann Martin Schmidt aus Miltenberg. | D-6-76-121-19 | BW   |
| Höhenstraße 7 (Standort)        | Einfriedung                          | mit vermauerten Spolien | D-6-76-121-21 | BW   |
| Höhenstraße 7 (Standort)        | Gartenmauer                          | mit dachförmiger Mauerkrone, unverputzter Sandstein, 18. Jahrhundert, Bildnische, Sandstein, 19. Jahrhundert mit aufgesetzter Heiligenfigur 'St. Anna', Sandstein, 18. Jahrhundert | D-6-76-121-21 | BW   |
| Höhenstraße 7 (Standort)        | Reliefaufsatz                        | vermauert, mit liegender Figur, Sandstein, 18. Jahrhundert | D-6-76-121-21 | BW   |
| Höhenstraße 14 (Standort)       | Bildstock                            | Inschriftsockel mit Pfeiler und Reliefaufsatz 'Marienkrönung' unter Draperie mit Cherub, Sandstein, bezeichnet 1810, Aufsatz Ende 18. Jahrhundert | D-6-76-121-20 | BW   |
| Obere Höhe (Standort)           | Postament                            | mit Pfeiler und Kreuztonnendach-Reliefaufsatz 'Kreuzschlepper / Pietà / Kreuzigungsgruppe', Sandstein, 18. Jahrhundert | D-6-76-121-37 | BW   |
| Sommerauer Weg (Standort)       | Bildstock                            | Säule mit Kreuztonnendach-Nischenaufsatz und Relief 'Pietà' sowie Kreuzbekrönung, Sandstein, bezeichnet 1616 | D-6-76-121-36 | BW   |
| Ziegeläcker (Standort)          | Flurkapelle                          | kleiner Rechteckbau mit offener Vorhalle auf Holzstützen unter einem Satteldach, unverputzter Sandsteinquaderbau mit rundbogigen Werksteinrahmungen, bezeichnet 1905 | D-6-76-121-35 | BW   |

In der Aufstellung fehlt das 'Hochkreuz im Kinzbachgrund', Waldabteilung "Dicker Schlag", von 1881 (restauriert 2017).